# 문성근
문성근(文盛瑾, 1953년 5월 28일 ~ )은 대한민국의 배우 겸 사회운동가이다. 배우로서의 대표작으로는 영화 《그들도 우리처럼》, 《꼴찌부터 일등까지 우리반을 찾습니다》, 《경마장 가는 길》, 《결혼 이야기》, 《세상 밖으로》, 《꽃잎》, 《아름다운 청년 전태일》, 《비상구가 없다》, 《너에게 나를 보낸다》, SBS TV 시사 프로그램 《그것이 알고싶다》 등이 있다.
정치인으로서 2012년 1월 민주통합당 최고위원이 되었고, 같은 해 4월 19대 총선에 민주통합당 후보로 출마하였으며, 수석최고위원으로 총선 패배후 국가의전서열 8위의 민주통합당 대표 직위를 한 달 동안 맡았다.

## 학력
- 서울우이국민학교 졸업
- 보성중학교 졸업
- 보성고등학교 졸업
- 서강대학교 경상대학 무역학 학사

## 경력
- 1992년~1994년, 1997년~2002년 SBS 그것이 알고싶다 진행
- 혁신과 통합 상임대표
- 국민의 명령 상임대표
- 부산국제영화제 집행위원
- 영화진흥위원회 부위원장
- 2002년 개혁국민정당 창당발기인
- 2002년 개혁국민정당 실행위원장
- 2002년 개혁국민정당 국민참여운동본부장
- 2003년 대통령비서실 대북특사
- 2004년 열린우리당 국민참여운동본부장
- 2012년 민주통합당 수석최고위원
- 2012년 민주통합당 당대표 권한대행
- 2012년 민주통합당 부산 북구·강서구 을 지역위원장
- 2017년 더불어민주당 상임고문
- 2019년~ 평창국제평화영화제(전 평창남북평화영화제) 이사장
- 2024년~ 조국혁신당 중앙당 후원회장

## 생애
1953년 도쿄에서 아버지 문익환과 어머니 박용길 사이에서 태어났다. 본관은 남평(南平). 아버지 문익환은 한국기독교장로회 소속 목사이고, 재야운동가로 널리 알려진 인물이다. 서울 보성고등학교 졸업을 거쳐 서강대학교 무역학과를 졸업하였다. 1974년 서강대학교 재학중에 뮤지컬배우로 데뷔하여 몇 편의 뮤지컬에 출연한 바 있고, 대학 졸업 후 현대그룹에서 직장 생활을 하였다.
1985년 연극 《한씨 연대기》를 통하여 본격 연극배우로서 연예계에 정식 데뷔하였다. 이후 연극 《칠수와 만수》(1986년) 등에 출연하고, 영화 《그들도 우리처럼》(1990년), 《베를린 리포트》(1991년) 등에 출연하였다. SBS의 《그것이 알고 싶다》 등을 통해 방송 진행자로서도 활동하였다. 1992년 청룡영화제에서 《경마장 가는 길》로 남우주연상 등을 수상하였다.
2000년 4월에 실시된 제16대 국회의원 선거에서 정치인 노무현이 새천년민주당 후보로 부산에 출마하였으나 낙선하였다. 이를 안타깝게 여긴 네티즌들이 노사모를 만들어 활동하였다. 2001년 10월, 배우 명계남이 대표로 있던 노사모에 가입한 문성근은 11월에 전남대학교에서 열린 초청 강연회에서 노무현의 대선 출마에 대한 당위성을 역설하였다. 그리고 2001년 11월, 동료 문화예술인들과 함께 '노문모'(노무현 상임고문을 지지하는 문화예술인 모임)를 조직하여 노무현에 대한 공개 지지를 표명했다. 2002년 대한민국 제16대 대통령 선거에서 대선후보 노무현을 지지하는 활동을 하였는데, 개혁국민정당에 가입하여 활동하며 노무현이 대통령이 되는 데 기여하였다.
노무현이 대통령으로 당선된 뒤에는 정계를 떠나 배우로서의 활동을 재개하였다.
2003년 가을, 대통령 노무현의 대북특사로 방북해 노동당 대남담당비서 김용순을 만나 "대화를 통한 남북관계 증진과 북한 핵 문제의 평화적 해결이 중요한 만큼 이를 김 위원장과 논의할 의지가 있다"라는 대통령의 친서를 전달하기도 했다. 이에 대해 문성근은 자신이 통일운동가 문익환의 아들이라는 점이 감안된 선택이었을 것으로 추측했다.
2009년 5월, 노무현 전 대통령이 서거하였다. 노무현 전 대통령의 서거에 큰 충격을 받은 문성근은 2010년부터 백만송이 국민의 명령이라는 2012년 대한민국 대선을 겨냥한 야 5당(민주당 · 민주노동당 · 국민참여당 · 진보신당 · 창조한국당) 통합을 목적으로 하는 정치 운동을 시작하였다. 이후 시민통합당을 거친 뒤, 민주당과 합당하여 출범한 민주통합당의 당권 경쟁에 참여하여, 1차 예비경선을 통과한 뒤, 당 대표및 최고위원 경선에 출마하였고, 2012년 1월 15일에 실시된 최종 대의원대회에서 2위를 기록하여 민주통합당 최고위원이 되었다.
이후 부산 북강서구 을 선거구에 민주통합당 후보로 출마하였으나 낙선하였고, 한명숙이 대표직 사임으로써 초대 19대 국회 민주통합당 원내대표가 결정되기 전까지 임시적으로 민주통합당 의장 대행을 맡기도 하였다. 그러다가 2013년 5월 4일에 민주당을 탈당했다가 2017년에 더불어민주당에 복당했다.

## 연기 활동

### 영화
| 연도 | 제목                                | 감독              | 역할                     | 비고        |
| ---- | ----------------------------------- | ----------------- | ------------------------ | ----------- |
| 1990 | 그들도 우리처럼                     | 박광수            | 김기영                   |             |
| 1990 | 꼴찌부터 일등까지 우리반을 찾습니다 | 황규덕            | 2학기 담임               |             |
| 1991 | 베를린 리포트                       | 박광수            | 영철                     |             |
| 1991 | 스무살까지만 살고 싶어요            | 강우석            | DJ                       |             |
| 1991 | 경마장 가는 길                      | 장선우            | R                        |             |
| 1992 | 결혼 이야기                         | 김의석            | 내레이터                 |             |
| 1993 | 101번째 프로포즈                    | 오석근            | 영섭                     |             |
| 1993 | 그 섬에 가고 싶다                   | 박광수            | 문덕배/문재구            |             |
| 1994 | 세상 밖으로                         | 여균동            | 양마동                   |             |
| 1994 | 너에게 나를 보낸다                  | 장선우            | 나                       |             |
| 1995 | 비상구가 없다                       | 김영빈            | 동오                     |             |
| 1995 | 맨?                                 | 여균동            | 목소리 출연              |             |
| 1995 | 네온 속으로 노을지다                | 이현승            | 김규환                   |             |
| 1995 | 남자는 괴로워                       | 이명세            |                          | 우정출연    |
| 1995 | 아름다운 청년 전태일                | 박광수            | 김영수                   |             |
| 1996 | 꽃잎                                | 장선우            | 장                       |             |
| 1997 | 초록물고기                          | 이창동            | 배태곤                   |             |
| 1998 | 죽이는 이야기                       | 여균동            | 구이도                   |             |
| 1998 | 생과부 위자료 청구 소송             | 강우석            | 추형도                   |             |
| 1998 | 까                                  | 정지영            | 시상식 참석자 화면       |             |
| 2000 | 오! 수정                            | 홍상수            | 영수                     |             |
| 2002 | 일단 뛰어                           | 조의석            | 그것이 알고 싶다 TV 화면 |             |
| 2003 | 질투는 나의 힘                      | 박찬옥            | 한윤식                   |             |
| 2005 | 오로라 공주                         | 방은진            | 형사 오성호              |             |
| 2006 | 한반도                              | 강우석            | 권용환                   |             |
| 2006 | 해변의 여인                         | 홍상수            | 정 대표                  | 목소리 출연 |
| 2006 | 두뇌유희 프로젝트, 퍼즐             | 김태경            | 환                       |             |
| 2007 | 수                                  | 최양일            | 구양원                   |             |
| 2008 | 강철중: 공공의 적 1-1               | 강우석            | 태산                     |             |
| 2009 | 시선 1318 - 네 번째 시선            | 이현승            | 교감                     |             |
| 2009 | 실종                                | 김성홍            | 판곤                     |             |
| 2009 | 여행자                              | 우니 르콩트       | 의사                     |             |
| 2009 | 어떤 방문 - 첩첩산중                | 라브 디아즈       | 전 선생                  |             |
| 2010 | 작은 연못                           | 이상우            | 문씨                     |             |
| 2010 | 옥희의 영화                         | 홍상수            | 송 교수                  |             |
| 2012 | 부러진 화살                         | 정지영            | 신재열 판사              |             |
| 2012 | 다른 나라에서                       | 홍상수            | 문수                     |             |
| 2012 | 남영동1985                          | 정지영            | 윤 사장                  | 특별출연    |
| 2012 | 체 게바라: 뉴맨                     | 트리스탄 바우에르 | 내레이션                 |             |
| 2013 | 화이: 괴물을 삼킨 아이              | 장준환            | 진 사장                  | 특별출연    |
| 2014 | 도희야                              | 정주리            | 서장 남경대              | 특별출연    |
| 2014 | 해무                                | 심성보            | 기관장 완호              |             |
| 2015 | 협녀, 칼의 기억                     | 박흥식            | 이의명                   | 특별출연    |
| 2016 | 동주                                | 이준익            | 정지용                   | 특별출연    |
| 2017 | 밤의 해변에서 혼자                  | 홍상수            | 상원                     |             |
| 2017 | 석조저택 살인사건                   | 정식 김휘         | 윤영환                   |             |
| 2017 | 기억의 밤                           | 장항준            | 가짜 진석 부             |             |
| 2017 | 1987                                | 장준환            | 안기부장                 | 특별출연    |
| 2018 | 버닝                                | 이창동            | 변호사                   |             |
| 2019 | 블랙머니                            | 정지영            | 강기춘                   |             |
| 2024 | 탈출: 프로젝트 사일런스             | 김태곤            | 병학                     |             |
| 2025 | 바이러스                            | 강이관            | 성 교수                  |             |

### 드라마
| 연도 | 채널     | 제목                          | 역할              | 비고     |
| ---- | -------- | ----------------------------- | ----------------- | -------- |
| 1988 | MBC      | 베스트셀러극장 - 무적         |                   |          |
| 1989 | MBC      | 베스트셀러극장 - 신용비어천가 |                   |          |
| 1989 | MBC      | 특집드라마 테러리스트         |                   |          |
| 1989 | MBC      | 천사의 선택                   | 이석범            |          |
| 1990 | MBC      | 우리들의 천국                 | 최영규            |          |
| 1991 | MBC      | 베스트극장 - 문 밖에서        |                   |          |
| 1992 | MBC      | 베스트극장 - 따뜻한 이별      | 영섭              |          |
| 1992 | MBC      | 창 밖에는 태양이 빛났다       | 조윤석            |          |
| 1992 | MBC      | 매혹                          | 김서환            |          |
| 1992 | MBC      | 춘원 이광수                   | 이광수            |          |
| 1994 | KBS2     | 미개인                        | 최남수 교사       | [ 9 ]    |
| 1994 | MBC      | 사랑을 그대 품안에            |                   | 특별출연 |
| 1995 | MBC      | 까레이스키                    | 조명희            |          |
| 1995 | MBC      | 호텔                          |                   | 특별출연 |
| 1997 | MBC      | 남자 셋 여자 셋               | 문성근            | 특별출연 |
| 2008 | 드라맥스 | 크라임 2                      | 문성근            |          |
| 2008 | SBS      | 신의 저울                     | 김혁재            |          |
| 2009 | SBS      | 자명고                        | 대무신왕 (고무휼) |          |
| 2017 | SBS      | 조작                          | 구태원            |          |
| 2018 | JTBC     | 라이프                        | 김태상            |          |
| 2018 | tvN      | 남자친구                      | 차종현            |          |
| 2019 | tvN      | 자백                          | 추명근            |          |
| 2019 | SBS      | 배가본드                      | 홍순조            |          |
| 2020 | SBS      | 아무도 모른다                 | 황인범            |          |
| 2020 | tvN      | 화양연화                      | 장산              |          |
| 2021 | 카카오TV | 우수무당 가두심               | 경필              |          |
| 2022 | JTBC     | 인사이더                      | 도원봉            |          |
| 2022 | tvN      | 멘탈코치 제갈길               | 박승태            | 16부작   |
| 2023 | MBC      | 연인                          | 장철              | 21부작   |
| 2023 | Disney+  | 무빙                          | 민용준            | 20부작   |
| 2024 | tvN      | 내 남편과 결혼해줘            | 유한일            | 16부작   |
| 2024 | SBS      | 커넥션                        | 원창호            | 14부작   |
| 2025 | SBS      | 우리 영화                     | 김현철            | 12부작   |

### 연극
- 1985년 《한씨 연대기》
- 1986년 《칠수와 만수》

## 연기 외 활동

### 텔레비전 프로그램
- 1992년~1993년 / 1997년~2002년 《그것이 알고 싶다》 (SBS) - 진행자
- 1996년 ,1998년~2000년 《청룡영화상》(MBC) -MC (김혜수(1996, 1999, 2000년), 심혜진(1998년)과 공동 진행)
- 1997년 《이홍렬 쇼》(SBS) - 게스트
- 2001년 《영화 그리고 팝콘》 (KBS) - MC
- 2003년 《인물 현대사》 (KBS1)
- 2009년 3월 18일 《무릎팍도사》(MBC) ... 게스트

### CF
- 1988년 하나카드 비자카드 (이광세 성우 대역)
- 1991년 LF 타운젠트
- 1992년 롯데제과 롯데껌 깨끗한 거리가꾸기캠페인
- 1993년 TG삼보컴퓨터 마라도 편
- 1993년 TG삼보컴퓨터 트라이젬 파퓰러
- 1993년 TG삼보컴퓨터 스타일러스(인쇄광고)
- 1993년 LG생활건강 맛그린 (feat. 배종옥)
- 1994년 KB국민카드
- 1994년 전국은행연합회 은행개인연금신탁
- 1995년 코웨이 - 물보험
- 1996년 코웨이 - 냉온정수기
- 1996년 금강제화 - 엘칸토상품권(엘칸토)
- 1997년 인켈 - 인켈홈시어터
- 1997년 크라운제과 - 죠리퐁 (feat. 김정은, 유태웅)
- 1998년 센추리에어컨
- 1998년 한국문화진흥 문화상품권
- 1999년 노동부 고용보험캠페인
- 2000년 하이투자증권
- 2000년 더존디지털웨어
- 2000년 평화의 숲 운동캠페인
- 2000년 유니베라 멕시코, 미국 편
- 2000년 국정홍보처 우리는 하나
- 2000년 아모레퍼시픽 송염치약
- 2001년 LG유플러스 국제전화 00388
- 2002년 한국GM L6매그너스

## 역대 선거 결과
| 실시년도 | 선거   | 대수 | 직책     | 선거구              | 정당       | 득표수    | 득표율          | 순위 | 당락 | 비고 |
| -------- | ------ | ---- | -------- | ------------------- | ---------- | --------- | --------------- | ---- | ---- | ---- |
| 2012년   | 총선   | 19대 | 국회의원 | 부산 북구·강서구 을 | 민주통합당 | 44,972 표 | \| \| 45.15% \| | 2위  | 낙선 |      |
|          | 45.15% |      |          |                     |            |           |                 |      |      |      |

## 가족 관계
- 아버지: 문익환 목사
- 어머니: 박용길
- 작은 아버지: 문동환
- 고모: 문은희
- 형: 문호근, 문의근
- 누나: 문영금

## 수상 및 후보
| 연도 | 시상식                      | 부문                                     | 작품               | 결과 |
| ---- | --------------------------- | ---------------------------------------- | ------------------ | ---- |
| 1986 | 제22회 백상예술대상         | 연극부문 남자 신인연기상                 | 한씨연대기         | 수상 |
| 1990 | 제1회 이천춘사대상영화제    | 신인남우상                               | 그들도 우리처럼    | 수상 |
| 1990 | 제11회 청룡영화상           | 남우주연상                               | 그들도 우리처럼    | 후보 |
| 1991 | 제27회 백상예술대상         | 영화부문 남자 신인연기상                 | 그들도 우리처럼    | 수상 |
| 1991 | 제29회 대종상               | 남우주연상                               | 그들도 우리처럼    | 후보 |
| 1991 | 제12회 청룡영화상           | 남우조연상                               | 베를린 리포트      | 후보 |
| 1992 | SBS 연기대상                | 특별상                                   | 그것이 알고 싶다   | 수상 |
| 1992 | 제28회 백상예술대상         | 영화부문 남자 최우수연기상               | 경마장 가는 길     | 후보 |
| 1992 | 제30회 대종상               | 남우주연상                               | 경마장 가는 길     | 후보 |
| 1992 | 제13회 청룡영화상           | 남우주연상                               | 경마장 가는 길     | 수상 |
| 1992 | 제3회 이천춘사대상영화제    | 남우주연상                               | 경마장 가는 길     | 수상 |
| 1992 | 제12회 한국영화평론가협회상 | 남우주연상                               | 경마장 가는 길     | 수상 |
| 1993 | 제14회 청룡영화상           | 남우주연상                               | 101번째 프로포즈   | 후보 |
| 1994 | 제6회 한국방송프로듀서상    | TV진행자상                               | 그것이 알고 싶다   | 수상 |
| 1994 | 제30회 백상예술대상         | 영화부문 남자 최우수연기상               | 그 섬에 가고 싶다  | 후보 |
| 1994 | 제32회 대종상               | 남우조연상                               | 그 섬에 가고 싶다  | 후보 |
| 1994 | 제32회 대종상               | 남우주연상                               | 101번째 프로포즈   | 후보 |
| 1994 | 제15회 청룡영화상           | 남우주연상 (박중훈과 공동 수상)          | 너에게 나를 보낸다 | 수상 |
| 1995 | 제31회 백상예술대상         | 영화부문 남자 최우수연기상               | 너에게 나를 보낸다 | 후보 |
| 1995 | 제33회 대종상               | 남우주연상                               | 너에게 나를 보낸다 | 후보 |
| 1996 | 제17회 청룡영화상           | 남우주연상                               | 꽃잎               | 수상 |
| 1996 | 제34회 대종상               | 남우주연상                               | 꽃잎               | 후보 |
| 1996 | 제41회 아시아태평양영화제   | 남우주연상                               | 꽃잎               | 수상 |
| 1997 | 제33회 백상예술대상         | 영화부문 남자 최우수연기상               | 초록물고기         | 후보 |
| 1997 | 제35회 대종상               | 남우조연상                               | 초록물고기         | 후보 |
| 2003 | 제2회 대한민국 영화대상     | 남우주연상                               | 질투는 나의 힘     | 후보 |
| 2024 | SBS 연기대상                | 미니시리즈 장르·액션부문 남자 우수연기상 | 커넥션             | 후보 |

## 소속 정당
| 소속 정당 | 소속 정당    | 소속 기간 | 비고           |
| --------- | ------------ | --------- | -------------- |
|           | 개혁국민정당 | 2002~2004 | 창당           |
|           | 무소속       | 2004      | 탈당           |
|           | 열린우리당   | 2004      | 입당           |
|           | 무소속       | 2004~2011 | 탈당           |
|           | 시민통합당   | 2011      | 창당 정계 입문 |
|           | 민주통합당   | 2011~2013 | 합당           |
|           | 무소속       | 2013~2017 | 탈당 정계 은퇴 |
|           | 더불어민주당 | 2017~현재 | 복당           |

## 같이 보기
- 문익환
- 박용길
- 문동환
- 문호근
- 노무현
- 문재인
- 명계남
- 여균동
- 이창동
- 장선우
- 정지영 (영화 감독)
- 홍상수